# Puuluup
Puuluup — естонський фолк-дует, створений у 2014 році Рамо Тедером і Марко Вейссоном, які грають на талгарпі та петельники. Представники Естонії на Пісенному конкурсі Євробачення 2024 разом з 5miinust із піснею «(Nendest) narkootikumidest ei tea me (küll) midagi».

## Історія
|                             |
|                             |
| Рамо Тедер та Марко Вейссон |

Гурт Puuluup був створений 2014 року двома ентузіастами талгарпи — Рамо Тедером і Марко Вейссоном. Рамо Тедер — мультиінструменталіст, що відомий своїм тривалим сольним проєктом під назвою Pastacas. Він також грає на лупері понад двадцять років. Марко Вейссон має досвід антропології та польової роботи в Північній Гані, що привнесло у стиль Puuluup ноти західноафриканської музики. Рамо та Марко описують себе як «щіпку сюрреалізму, сучасного фольклору та відродження талгарпи!».
Puuluup грають власні композиції на талгарпі — традиційній смичковій лірі, популярній у Північній Європі. Як зазначає гурт: «Ми черпаємо натхнення у нічному Вормсі, трамваях у листопаді, закоханих наркоманах, одеських злочинцях та Антоніо Вівальді».
Колектив виступав у Канаді, Китаї, Чилі, Франції, Німеччині, Україні, Тайвані.

## Пісенний конкурс Євробачення 2024

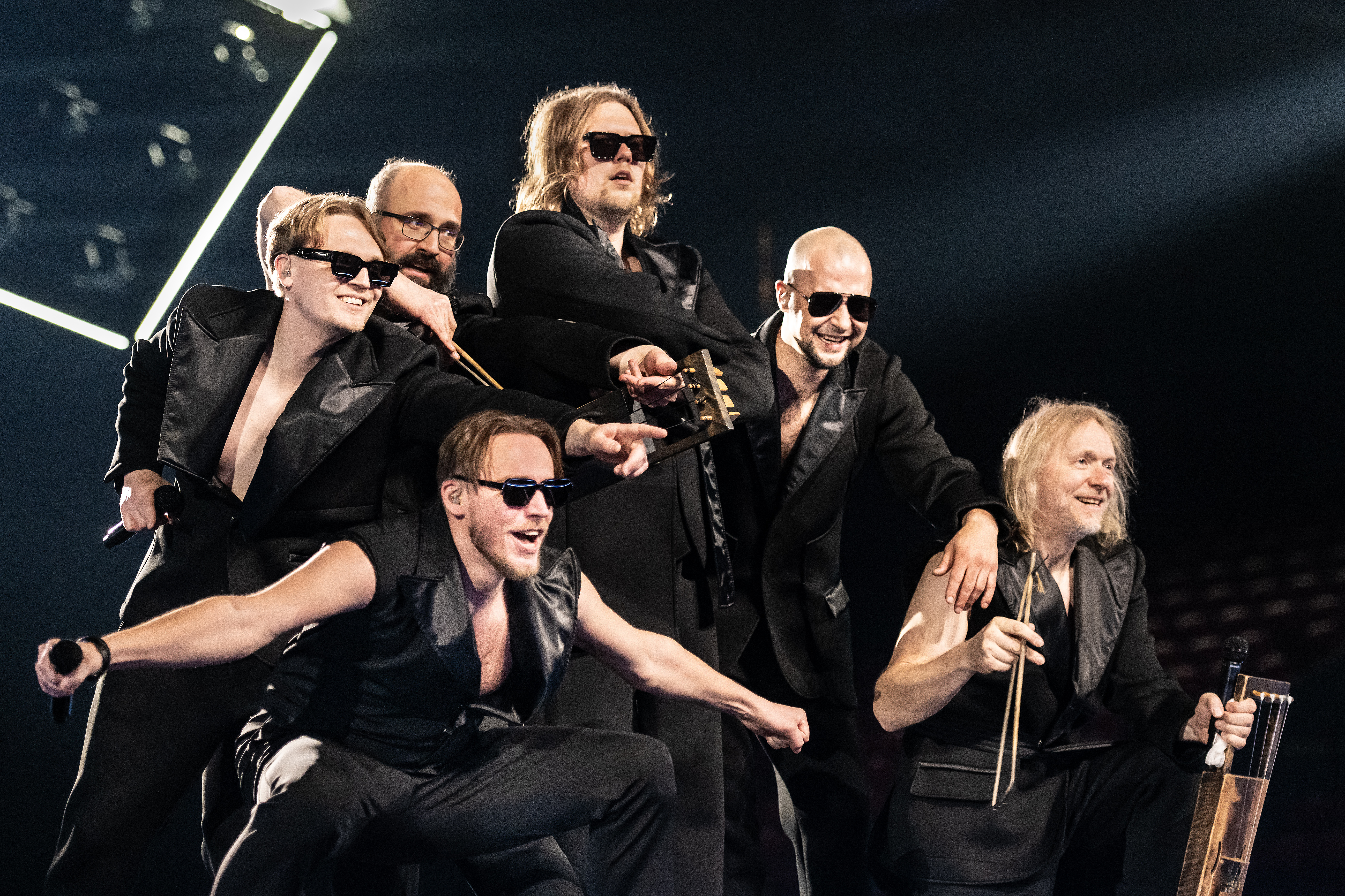
Puuluup та 5miinust на сцені Євробачення 2024

У листопаді 2023 року Puuluup разом із 5miinust були оголошені одними із півфіналістів Eesti Laul 2024, естонського відбору на Пісенний конкурс Євробачення 2024, із піснею «(Nendest) narkootikumidest ei tea me (küll) midagi». Гурти об'єднали зусилля, коли за кілька років до участі в Eesti Laul 5miinust побачили та оцінили виступ Puuluup на Estonian Music Awards. У підсумкугурти перемогли у фіналі відбору, набравши 26 422 голоси, що вдвічі більше від найближчого конкурента, та отримали право представляти Естонію на Євробаченні.
Пісенний конкурс Євробачення 2024 відбувся на Мальме-Арені в Мальме, Швеція, і складався з двох півфіналів, які пройшли 7 і 9 травня відповідно, і фіналу 11 травня 2024 року. Під час жеребкування 30 січня 2024 року Естонія потрапила до другої половини другого півфіналу шоу та виступила під 13 номером. Puuluup та 5miinust посіли 6 місце у півфіналі та здобули 79 балів, що дозволило кваліфікуватися до фіналу Євробачення 2024. У підсумку пісня «(Nendest) narkootikumidest ei tea me (küll) midagi» фінішувала на 20 місці з 37 балами, з яких 4 — від журі та 33 — від глядачів.

## Нагороди
Завдяки своєму підходу до традиційного інструменту Puuluup здобули кілька музичних нагород в Естонії як найкращий гурт та найкращий ансамбль. 2019 року також отримали нагороду Estonian Music Award за кращий етнічний/фольклорний альбом року і були номіновані на кращий альбом року. За свої музичні відео виконавці також отримували нагороди на кінофестивалях.